# Cantó de Le Petit-Quevilly
El cantó de Le Petit-Quevilly és un cantó francès del departament del Sena Marítim, situat al districte de Rouen. Té 1 municipis i el cap és Le Petit-Quevilly.

## Municipis
- Le Petit-Quevilly

## Història
| Data d'elecció                           | Identitat          | Partit | Qualitat |
| ---------------------------------------- | ------------------ | ------ | -------- |
| 1982-1994                                | Henri Levillain    | PCF    |          |
| 1994-1999                                | François Zimeray   | PS     |          |
| 1999-2008                                | Françoise Duquesne | PS     |          |
| 2008-                                    | Frédéric Sanchez   | PS     |          |
| les dades anteriors no són pas conegudes |                    |        |          |
|                                          |                    |        |          |

## Demografia
| A partir de 1990: Població sense dobles comptes |